# ظرف یک‌بارمصرف

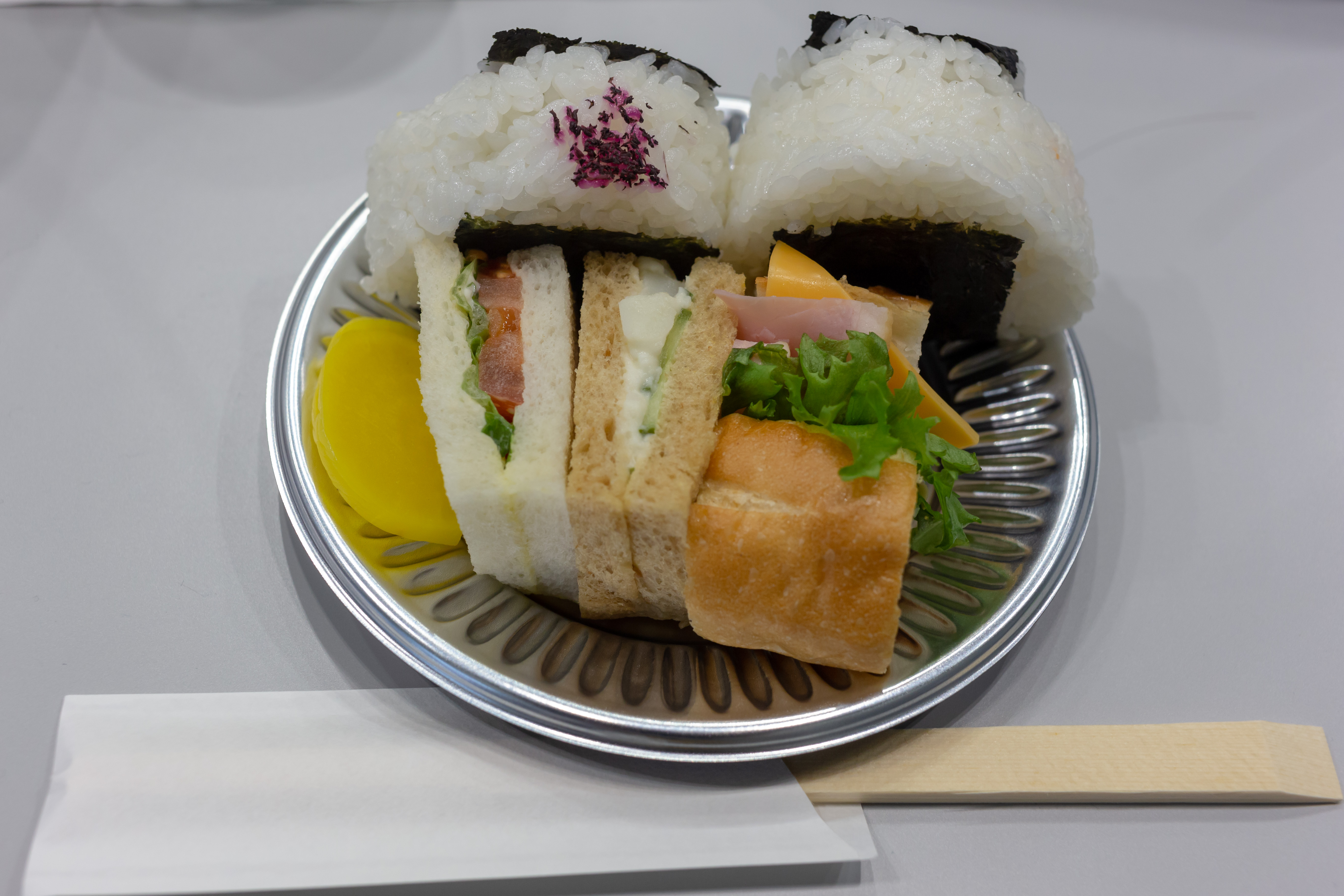

ظَرفِ یک بار مَصرَف یا دور انداختَنی، ظرفی است ساخته شده از کاغذ، پلاستیک یا مقوا که به شکل‌های لیوان، بطری، بشقاب و … که از پلیمرهای گوناگون ساخته می‌شود.
استفاده از ظروف یک بار مصرفی که از مشتقات نفتی تهیه شده‌اند، به دلیل آلودگی‌های زیست‌محیطی، با مخالفت‌هایی روبرو شده است و ظروف یک بار مصرف با پایهٔ گیاهی (سلولوزی) در حال جایگزین شدن با آن است ولی به علت محدودیت‌های فیزیکی و شیمیایی ظروف سلولوزی، این روند بسیار کند و گاهی متوقف شده است.
البته اضافه می‌شود در سال‌های اخیر با نظارت وزارت بهداشت و قانون اجباری حضور مسئول بهداشت یا شیمی در آزمایشگاه کارخانه، کنترل بیشتری بر روی سلامت و بهداشت تولیدات یکبارمصرف صورت گرفته است.

## بازیافت ظروف یکبارمصرف
استفاده از مصنوعات پلاستیکی و ظروف یکبارمصرف به یکی از مشکلات اساسی زیست‌محیطی تبدیل شده است. در کشورهای پیشرفته علاوه بر کنترل تولید محصولات پلاستیکی ضوابط خاصی نیز برای بازیافت و بازگردانی این مواد به چرخه تولید وضع شده است.